# Accordo di programma quadro
Nell'ambito della programmazione negoziata - che consente a regioni e province autonome di concordare col governo obiettivi, settori e aree in cui effettuare interventi per lo sviluppo del territorio regionale - l'accordo di programma quadro (APQ) definisce, per un determinato settore di intervento, le opere ed i finanziamenti, nonché le procedure per il monitoraggio dell'attuazione degli investimenti da ricoprendersi nelle intese istituzionali di programma Stato - regione.
Gli APQ sono dunque uno strumento di programmazione operativa che consente di dare immediato avvio agli investimenti previsti in specifici settori di intervento. Sono sottoscritti da regioni e province autonome, dal Ministero dell'Economia e delle Finanze, e dalle amministrazioni centrali competenti a seconda della natura e del settore di intervento previsti.
Gli APQ sono accompagnati da specifici allegati tecnici, che descrivono gli obiettivi e le finalità degli interventi e danno conto della coerenza delle scelte con i principali strumenti di programmazione in atto sul territorio. Gli interventi inseriti nell'APQ sono finanziati con diverse risorse: ordinarie, aggiuntive nazionali per le aree sottoutilizzate, comunitarie e private.

## Riferimenti normativi
- Art. 2 comma 203 lett. c) della Legge 23 dicembre 1996, n. 662 - Misure di razionalizzazione della finanza pubblica.